# Wolfgang IV. (Oettingen-Wallerstein)

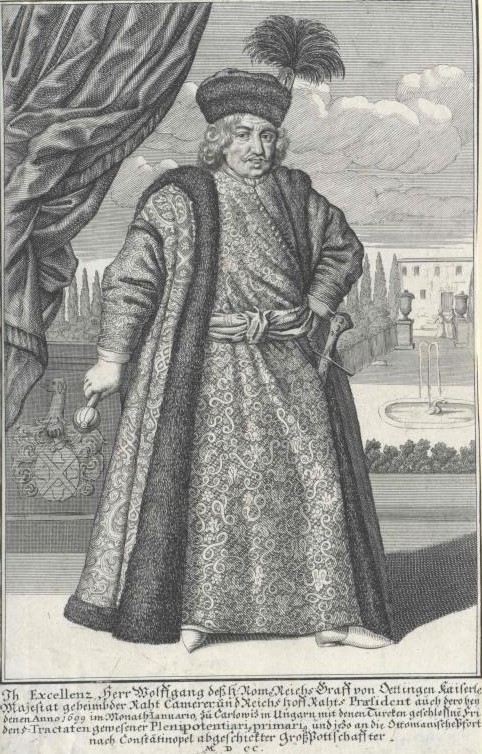
Graf Wolfgang IV. zu Oettingen-Wallerstein

Graf Wolfgang IV. zu Oettingen-Wallerstein (* 1. Februar 1626 in Wallerstein; † 6. Oktober 1708 in Wien) war Graf aus dem Hause Oettingen und gehörte der katholischen Linie Oettingen-Wallerstein an. Er war außerdem Reichshofratspräsident und Diplomat im Dienste Kaiser Leopold I.

## Herkunft
Seine Eltern waren der Graf Ernst von Oettingen-Wallerstein (* 15. August 1594; † 3. März 1670) und dessen Ehefrau der Gräfin Maria Magdalena Fugger zu Kirchberg und Weissenhorn (* 8. August 1606; † 3. Januar 1670).

## Leben
Tätigkeit am Reichshofrat
Wolfgang IV. wurde 1653 zum Reichshofrat ernannt und 1683 erfolgte seine Ernennung zum Reichshofratspräsidenten. In seine Amtszeit fiel 1693 die umstrittene Entscheidung Kaiser Leopolds I.  die 9. Kurwürde an Ernst August von Hannover zu verleihen. Wolfgang IV. war in seiner Eigenschaft als Reichshofratspräsident der Hüter der Reichsverfassung und positionierte sich gegen diese auch im Reich umstrittene Entscheidung. Er hielt das Verfahren ohne Zustimmung des Kurkollegiums für verfassungswidrig und weigerte sich, nach dem Tod von Ernst August von Hannover (1698) für dessen Sohn Georg Ludwig die notwendigen Urkunden auszufertigen.
Die Kurfürsten waren durch das Privilegium de non appellando von der Justiz der obersten Reichsgerichte ausgenommen. Wolfgang IV. kritisierte, dass in Hannover der dafür notwendige Instanzenzug mit einem Oberappellationsgericht nicht eingerichtet war.
Diplomatischer Dienst
Um dem beharrlichen Widerstand Wolfgang IV. zu entgehen, übertrug ihm Leopold I. im Herbst 1698 die Gesandtschaft für die Friedensverhandlungen mit dem Osmanischen Reich. Dank seines diplomatischen Geschicks konnte der Friede von Karlowitz bereits nach drei Monaten am 26. Januar 1699 abgeschlossen werden. Danach wurde Wolfgang IV. Großbotschafter in Istanbul und reorganisierte dort die Vertretung des Reiches. Nach 15 Monaten kehrte er auf seinen Posten als Reichshofratspräsident zurück. 1705, nach dem Tod des Reichsvizekanzlers Kaunitz, bemühte sich Wolfgang IV. trotz seines Alters um dessen Nachfolge.
Wolfgang IV. genoss wegen seines diplomatischen Geschicks hohes Ansehen, galt jedoch in Wien als schwierige, nur schwer lenkbare Persönlichkeit. Seine schwerfällige Amtsführung als Reichshofratspräsident wurde besonders gegen Ende seines Lebens kritisiert, als nach der zeitweiligen Schließung des Reichskammergerichts 1703 erhebliche Mehrarbeit auf den Reichshofrat zukam.

## Familie
Wolfgang heiratete am 6. November 1661 die Gräfin Anna Dorothea von Wolkenstein-Rodenegg († 26. November 1702). Das Paar hatte mehrere Kinder:
- Franz Ignaz Josef (* 17. November 1672; † 3. Oktober 1728)
- Dominik Josef (* 3. September 1676; † 25. Oktober 1717)
- Maria Ignaz (1683–1684)
- Maria Anna Theresia (* 24. August 1662; † 28. Juni 1695) ⚭ 1685 Graf Johann Wilhelm von Oettingen-Spielberg (* 23. Dezember 1655; † 10. August 1685)
- Maria Ernestine (* 15. September 1663; † 29. April 1714) ⚭ 1692 Graf Notger Wilhelm von Oettingen-Baldern (* 24. Dezember 1650; † 7. November 1693)
- Maria Magdalena (* 17. Mai 1665; † 10. April 1744)
- Maria Sophia, (* 29. Mai 1666; † 6. Januar 1743) ⚭ 1690 Graf Christoph Franz von Waldburg-Trauchburg (* 20. Januar 1669; † 7. März 1717)
- Maria Dorothea (1667–1669)
- Franziska (1671–1672)
- Maria Anna Eleanora (* 24. Juni 1681; † 28. September 1740) ⚭ 1714 Graf Sigmund Joseph von Thurn und Valsassina (* 20. Oktober 1687; † 3. März 1732)